# Bazylika św. Wawrzyńca „in Damaso”
Bazylika św. Wawrzyńca in Damaso (wł. Basilica di San Lorenzo in Damaso, pol. bazylika św. Wawrzyńca w domu Damazego) – rzymskokatolicki kościół tytularny w Rzymie.
Świątynia ta jest kościołem parafialnym oraz kościołem tytularnym, mającym również rangę bazyliki mniejszej. Jest też kościołem stacyjnym z czwartego wtorku Wielkiego Postu.

## Lokalizacja
Bazylika znajduje się w VI Rione Rzymu – Parione przy Piazza della Cancelleria 1. Świątynię otacza Palazzo della Cancelleria, przez co jest niewidoczna z ulicy.

## Patron
Patronem świątyni jest św. Wawrzyniec – diakon, który poniósł śmierć męczeńską za wiarę chrześcijańską w 258 roku.

## Historia
Uważa się, że kościół został założony w IV wieku w prywatnym domu papieża św. Damazego I przez niego samego. W Liber Pontificalis kościół określono jako Sancti Laurentii juxta Theatrum (nazwa ta jest odniesieniem do bliskiego sąsiedztwa Teatru Pompejusza). Świątynia została odnotowana w 499 roku w aktach synodu jako Titulus Damasi. Pierwotny kościół znajdował się na południe od obecnego (aktualnie w tym miejscu jest dziedziniec Palazzo della Cancelleria). W VII wieku za pontyfikatu papieża Hadriana I kościół poddano renowacji, w tym też czasie przeniesiono relikwie papieża św. Damazego z jego rodzinnego grobowca i złożono je pod głównym ołtarzem. W XI wieku za pontyfikatu Jana XIX bazylika została poważnie uszkodzona przez pożar, odbudowa była na tyle rozległe, że po niej świątynię ponownie poświęcono za papieża Stefana IX.
Stara bazylika została wyburzona etapami między 1496 a 1503 rokiem w związku z budową Palazzo della Cancelleria. Nowy kościół, wbudowany w strukturę pałacu, powstał w latach 1485-1496, przeniesiono do niego ołtarze ze starej bazyliki. Być może architektem, który zaprojektował przebudowę był Donato Bramante. W latach 1638–1640 Giovanni Lorenzo Bernini przebudował prezbiterium, przekształcono wtedy apsydę z prostokątnej na półkolistą, powstała również konfesja.
Podczas okupacji francuskiej w 1798 roku armia francuska wykorzystywała kościół jako magazyn broni, freski ozdabiające ściany zostały bardo poważnie uszkodzone oraz skradziono sufit. W efekcie bazylika wymagała renowacji, która została przeprowadzona w latach 1807-1820 przez Giuseppe Valadier (ponieważ zmarł on przed jej zakończeniem, dalsze prace nadzorował Gaspare Salvi), usunięto wówczas konfesję Berniniego.
W pałacu 31 grudnia 1939 roku wybuchł pożar, który spowodował również zniszczenia w bazylice, renowacja świątyni trwała do 1944 roku.

## Architektura i sztuka
Wnętrze bazyliki jest trójnawowe z apsydą, poprzedzone narteksem.
Malowidła na ścianach nawy głównej przedstawiające sceny z życia św. Wawrzyńca i św. Damazego są dziełem Luigi Fontana.
W ołtarzu głównym znajduje się dzieło Federico Zuccari Koronacja Marii z 1568 roku, u góry przedstawiono Chrystusa nakładającego koronę na głowę Maryi, u dołu na pierwszym planie malowidła znajdują się święci: Wawrzyniec, Damazy, Piotr i Paweł, natomiast na drugim planie jest scena męczeństwa św. Wawrzyńca. Nad ołtarzem znajduje się XIX-wieczne cyborium w formie niskiej kopuły wspartej na czterech alabastrowych kolumnach korynckich z figurami aniołów na rogach. Pod ołtarzem przechowywane są relikwie świętych papieży Eutychiana i Damazego. Koncha apsydy zawiera okrągłe freski przedstawiające personifikacje wiary, nadziei i miłości autorstwa Francesco Grandi.

### Kaplice boczne
Kaplice znajdują się na bokach narteksu oraz przy prawej nawie bocznej.
Kaplica św. Mikołaja
Pierwsza po prawej kaplica, do której wchodzi się z narteksu, dedykowana jest św. Mikołajowi. Została ona przebudowana w 1743 roku przez Nicola Salvi. W ołtarzu znajduje się dzieło Sebastiano Conca z 1743 roku Matka Boża z Dzieciątkiem i św. Filipem Neri oraz św. Mikołajem. Sklepienie zdobią freski autorstwa Corrado Giaquinto.
Kaplica krucyfiksu
Kaplica krucyfiksu powstała w 1582 roku przez połączenie trzech małych kaplic. W ołtarzu, projektu Giovanni Domenico Navone z 1758 roku, znajduje się drewniany krucyfiks, prawdopodobnie z XIV wieku. Na filarze z prawej strony od wejścia do kaplicy zlokalizowany jest pomnik grobowy księcia Arsoli Massimiliano Camillo VIII Massimo i jego żony Marii Krystyny Sabiny Wettyn (wnuczki Augusta III Sasa).
Kaplica Najświętszego Serca Jezusowego
Trzecia od prawej jest kaplica Najświętszego Serca Jezusowego zbudowana według projektu Pietro Gagliardi. Dawniej w tym miejscu było boczne wejście, które w 1615 roku przekształcono w kaplicę dedykowaną św. Karolowi Boromeuszowi, obecne wezwanie otrzymała po 1820 roku.
Kaplica Matki Bożej Pompejańskiej
Kaplica na końcu prawej nawy poświęcona jest Matce Bożej Pompejańskiej, w ołtarzu znajduje się kopia wizerunku czczonego w Pompei.
Kaplica Najświętszego Sakramentu
Pierwsza po lewej stronie jest kaplica Najświętszego Sakramentu, wchodzi się do niej z narteksu. Przebudowana została w 1736 roku przez Ludovico Russoni Sassi i odrestaurowana w XIX wieku przez Giuseppe Valadier. W ołtarzu umieszczono Ostatnią Wieczerzę Vincenzo Berrettini. Na sklepieniu znajduje się fresk Apoteoza Baranka Bożego autorstwa Andrea Casali.
Kaplica Niepokalanego Poczęcia
Z lewej strony prezbiterium mieści się kaplica Niepokalanego Poczęcia przebudowana przez Pietro da Cortona w latach 1635-1638 i odrestaurowana w 1859 roku.
W ołtarzu kaplicy znajduje się Madonna z Grottapinta, dzieło z XII wieku przeniesione ze zburzonego kościoła San Salvatore in Arco. Wizerunek ten ma wydrążoną specjalną przestrzeń, w której dawniej znajdowały się relikwie, według napisu wokół ikony należące do czterdziestu męczenników z Sebasty, papieża św. Feliksa I oraz świętych Marka i Marcelina.

## Kardynałowie prezbiterzy
Bazylika św. Wawrzyńca in Damaso jest jednym z kościołów tytularnych nadawanych kardynałom-prezbiterom (Titulus Sancti Laurentii in Damaso).
- Proiecticius (wzmiankowany w 499)
- Speciosus (wzmiankowany w 595)
- Epifaniusz (wzmiankowany w 721)
- Leon (wzmiankowany 743-745)
- Marinus (wzmiankowany w 761)
- Leon (wzmiankowany 853-866)
- Adrian (wzmiankowany w 879)
- Piotr (wzmiankowany w 898)
- Krzysztof (?-903)
- Piotr (wzmiankowany 963-964)
- Jan (wzmiankowany w 993)
- Piotr (wzmiankowany 1015-1026)
- Jan (wzmiankowany w 1044)
- Leon (wzmiankowany 1059-1084)
- Riso (ok. 1105-1112)
- Deusdedit (1116-1129)
- Stefano Stornato[a] (1130-1132)
- Yvo de Chartres CanReg (1138-1142)
- Guido de Summa (1143-1149)
- Giovanni Paparoni (1151-1153)
- Pietro di Miso (1165-1174)
  - Otton[b] (wzmiankowany 1172-1173)
- Pedro de Cardona (1182)
- Uberto Crivelli (1182-1185)
- Pietro Gallocia (1188-1190)
- Pietro Collivaccino (1216-1217)
  - Giovanni Gaetano Orsini, in commendam (1259-1277)
- Matteo d’Acquasparta OFM (1288-1291)
- Francesco Ronci OCoel (1294)
- Nicolas de Nonancourt (1295-1299)
  - Francesco Napoleone Orsini, in commendam (1303-1311)
  - Arnaud Nouvel OCist, in commendam (1312-1317)
  - Arnaud de Via, in commendam (1317-1335)
  - Matteo Orsini di Monte Giordano OP, in commendam (1335-1340)
- Hugues Roger OSBClun (1342-1363)
- Pierre de Banac OSBClun (1368-1369)
- Pietro Corsini (1370-1374), in commendam (1374-1405)
- Bartolomeo da Cogorno OMin (1381-1385)
- Angelo Acciaioli (1385-1405)
- Juan Martínez de Murillo[c] OCist (1408-1420)
- Giordano Orsini (1409-1412), in commendam (1412-1438)
- Ludovico Trevisan (1440-1465)
  - Aleksander mazowiecki (1440-1444)[d]
  - Lancelot de Lusignan[d] (1447-1449)
- Juan de Mella (1465-1467)
  - Francesco Gonzaga, in commendam (1477-1483)
  - Raffaele Sansoni Riario, in commendam (1483-1517)
- Giulio de' Medici (1517-1523)
- Lorenzo Pucci (1523-1524), in commendam (1524-1531)
- Pompeo Colonna (1531-1532)
- Hipolit Medyceusz. kardynał diakon pro illa vice (1532-1535)
- Alessandro Farnese, kardynał diakon pro illa vice (1535-1564), kardynał prezbiter (1564) in commendam (1564-1589)
- Alessandro Peretti de Montalto, kardynał diakon pro illa vice (1589-1620), kardynał prezbiter (1620), in commendam (1620-1623)
- Ludovico Ludovisi (1623-1632)
- Francesco Barberini, kardynał diakon pro illa vice (1632-1644), kardynał prezbiter (1644-1645), in commendam (1645-1679)
- vacat (1679-1689)
- Pietro Ottoboni, kardynał diakon pro illa vice (1689-1724), kardynał prezbiter (1724-1725), in commendam (1725-1740)
  - Tommaso Ruffo in commendam (1740-1753)
- Girolamo Colonna di Sciarra, kardynał diakon pro illa vice (1753-1756)
- Alberico Archinto (1756-1758)
- Carlo Rezzonico (1758-1763)
  - Henryk Benedykt Stuart in commendam (1763-1807)
- Francesco Carafa (1807-1818)
  - Giulio Maria della Somaglia in commendam (1818-1830)
  - Tommaso Arezzo in commendam (1830-1833)
  - Carlo Odescalchi in commendam (1833-1834)
  - Carlo Maria Pedicini in commendam (1834-1843)
- Tommaso Bernetti (1844-1852)
  - Luigi Amat di San Filippo e Sorso in commendam (1852-1878)
  - Antonio Saverio De Luca in commendam (1878-1883)
- Teodolfo Mertel, kardynał diakon pro illa vice (1884-1899)
  - Lucido Maria Parocchi, in commendam (1899-1903)
  - Antonio Agliardi, in commendam (1903-1915)
- Ottavio Cagiano de Azevedo (1915-1927)
- Andreas Frühwirth OP (1927-1933)
  - Tommaso Pio Boggiani OP in commendam (1933-1942)
- vacat (1942-1958)
- Celso Costantini (1958)
- Santiago Copello (1959-1967)
- Luigi Traglia (1969-1972)
- Narciso Jubany Arnau (1973-1996)
- Antonio María Rouco Varela (1998-nadal)